# 阿尼亚查克火山
阿尼亚查克火山（英語：Mount Aniakchak）位于美国阿拉斯加州南部阿拉斯加半岛上，其10公里宽的破火山口形成于3700年前的一次喷发。最近一次有记录的喷发发生在1931年，当时的喷发级别达到了4级。
现在火山周边地区已建立了阿尼亚查克国家保护区。